# Władimir Łazariewski
Władimir Aleksandrowicz Łazariewski, ros. Владимир Александрович Лазаревский (ur. 19 maja 1897 r. w Kijowie, zm. 25 sierpnia 1953 r. w Nicei) – rosyjski działacz, tłumacz i publicysta emigracyjny, członek Komitetu do Spraw Organizacji Przedstawicielstwa Rosyjskiej Emigracji Narodowej podczas II wojny światowej
Studiował prawo na uniwersytecie w Kijowie. Pisał artykuły do miejscowego pisma „Kijewlanin”. Od 1918 r. brał udział w wojnie domowej w Rosji w wojskach Białych gen. Antona I. Denikina. Był członkiem organizacji wywiadowczej Azbuka. W poł. listopada 1920 r. wraz z wojskami Białych został ewakuowany z Krymu do Gallipoli. Na emigracji zamieszkał w Czechosłowacji. Ukończył studia prawnicze na uniwersytecie w Pradze. Następnie przeniósł się do Paryża, gdzie został redaktorem pisma „Wozrożdienije”. W 1926 r. wybrano go przewodniczącym Stowarzyszenia Studiów nad Problemami Ligi Narodów. W 1928 r. został odznaczony orderem Renaissance Française za przekłady twórczości pisarzy rosyjskich na język francuski. W 1930 r. wszedł w skład rady administracyjnej Unii Rosjan Absolwentów Studiów Wyższych za Granicą. Od 1931 r. pełnił funkcję sekretarza generalnego Federacji Unii Rosjan Absolwentów Studiów Wyższych za Granicą. Po zajęciu Francji przez wojska niemieckie latem 1940 r., wszedł w skład nowo utworzonego Komitetu do Spraw Organizacji Przedstawicielstwa Rosyjskiej Emigracji Narodowej. Zajmował się kwestiami wydawania przepustek emigrantom rosyjskim. Po zakończeniu wojny współorganizował Rosyjski Związek Narodowy. Był też członkiem Rosyjskiego Komitetu Narodowego. W 1946 r. był współwydawcą zbioru pt. „Swobodnoj gołos”. W tym samym roku wszedł w skład rady administracyjnej Rosyjskiego Stowarzyszenia Muzycznego za Granicą. Od 1947 r. pełnił funkcję redaktora naczelnego paryskiego pisma „Russkaja mysl”. Był członkiem Puszkińskiego Komitetu do Spraw Organizacji 150-lecia Urodzin Poety i Stowarszyszenia Ochrony Rosyjskich Skarbów Kultury. W 1952 r. stanął na czele Unii Rosyjsko-Polskiej, występując z odczytami na zebraniach. Prowadził wykłady i odczyty w różnych miastach zachodniej Europy.